# Hollis Chair of Divinity

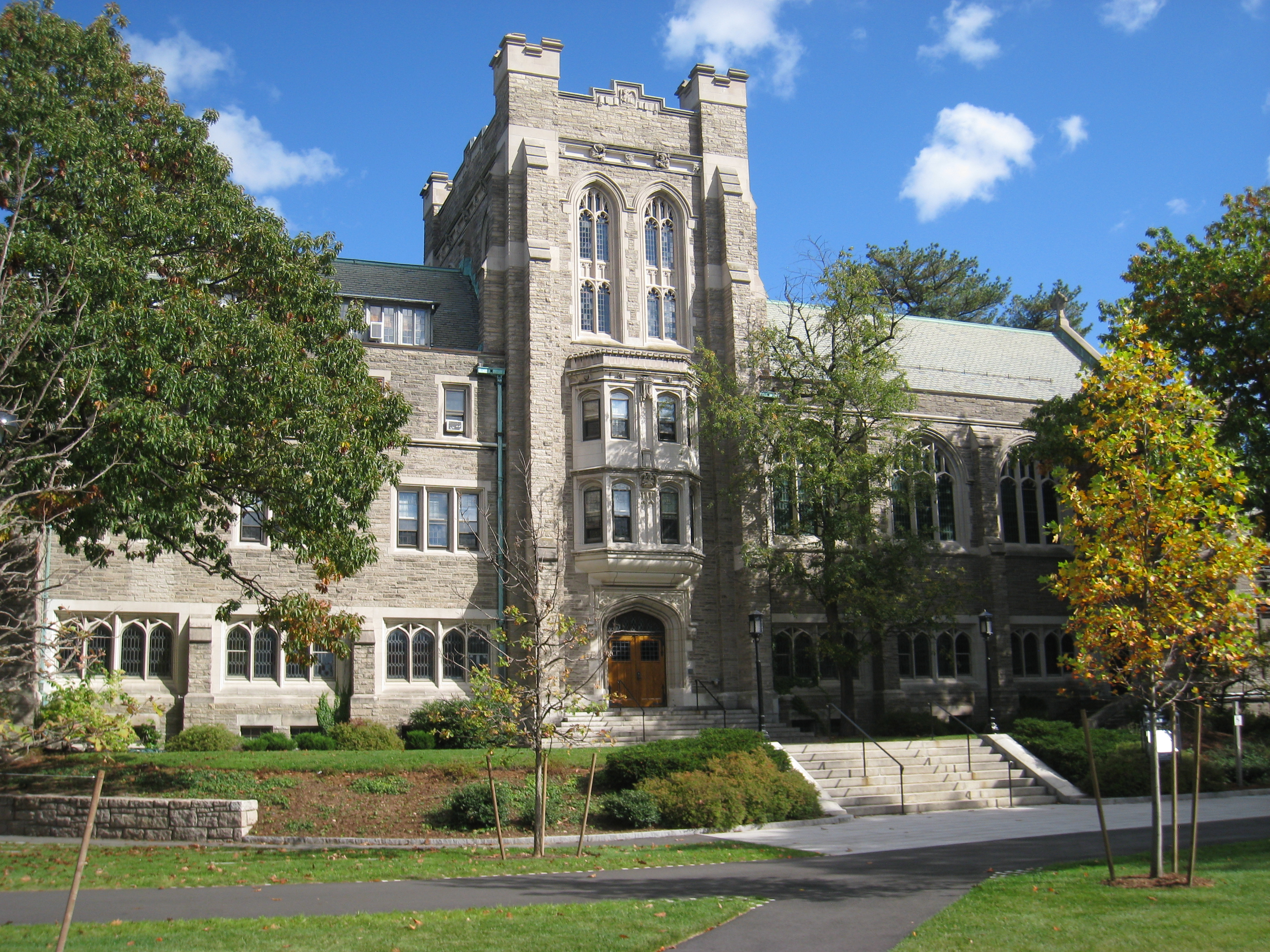
Andover Hall, home to the Harvard Divinity School at Harvard University in Cambridge, Massachusetts

La Hollis Chair of Divinity est une chaire de la Harvard Divinity School, dotée d'un salaire de 80 livres par an en 1721, par Thomas Hollis, un riche marchand anglais. Elle est la première chaire de théologie des États-Unis, la plus ancienne en dotation du pays, on a même dit qu'elle est « la plus prestigieuse chaire en dotation d'Amérique ».

## Histoire
Les contours de la nouvelle chaire sont définis à Londres le 22 août 1721. Les exigences quant au professeur ne sont pas particulièrement sectaires, cependant Hollis émet les recommandations suivantes : « il doit être un homme ayant une solide formation en théologie, de solides ou orthodoxes principes, doué pour l'enseignement, d'une vie sobre et pieuse, et dont le discours soit sérieux. » Selon la tradition, l'occupant de la chaire a le droit de faire paître une vache sur le Harvard Yard, mais jusqu'en 2009, à part les deux premiers titulaires personne ne l'avait fait. Cependant à l'occasion de son départ à la retraite, le théologien Harvey Cox a restauré la tradition, choisissant Faith , une vache de la race jersiaise provenant de la Farm School de Athol,.
Bien que Hollis soit baptiste, il avait assez foi en l'atmosphère libérale et tolérante de Harvard pour doter la chaire et permettre au président et au corps professoral de l'université de nommer son titulaire, à la condition « que nul ne soit refusé en raison de sa croyance et de sa pratique du baptême des adultes ». Les « solides ou orthodoxes principes » de Hollis signifiaient initialement congrégationaliste ou calviniste. Le premier titulaire de la chaire, Edward Wigglesworth, dut prêter serment d'allégeance à la Medulla Theologiae, un ouvrage théologique calviniste de William Ames,.
La chaire fut inoccupée une première fois, brièvement, de 1803 à 1805, lorsque les puritains de Harvard cédèrent le pouvoir aux unitariens. En 1805, c'est l’unitarien Henry Ware qui en devint titulaire. Les partisans de la faction unitarienne argumentèrent qu'il était impossible de trouver un homme assez « orthodoxe » au XIXe siècle pour répondre aux critères fixés dans les années 1720; « orthodoxe » qu'ils interprétaient comme suivant « le sentiment général du pays ». Dans les années 1830, Harvard se retrouva en difficultés financières, à une époque où l'enseignement de la religion n'était plus l'une de ses priorités. Josiah Quincy III (en), alors président de Harvard, refusa de nommer un successeur à Henry Ware, et le poste fut laissé vacant une seconde fois. Il semble également que la dotation initiale s'était asséchée. Dans le même temps, pour éviter toute accusation d'« éducation étroite et sectaire » de son université, le président avait déplacé la chaire à la Harvard Divinity School qui avait été fondée en 1816.

## Titulaires de la chaire
- Edward Wigglesworth de 1722 à 1765[12], calviniste congrégationaliste[15]
- Edward Wigglesworth, fils du précédent, de 1765 à 1792[13],[17], calviniste congrégationaliste[15]
- David Tappan de 1792 à 1803[3], calviniste congrégationaliste[15]
- Henry Ware de 1805 à 1840[14],[18], unitarien congrégationaliste[15]
- David Gordon Lyon de 1882 à 1910[19],[20], baptiste[15]
- James Hardy Ropes de 1910 à 1933[21], trinitarien congrégationaliste[15]
- Henry Cadbury de 1934 à 1954[22], quaker[15]
- Amos Niven Wilder de 1956 à 1963[23], congrégationaliste[24]
- George Huntston Williams de 1963 à 1980, unitarien[25]
- Harvey Cox de 1980 à 2009[26], baptiste[27]
- Karen Leigh King dès 2009[28], épiscopalienne